# Даннер, Кристиан
Кристиа́н Да́ннер (нем. Christian Danner, Мюнхен, 4 апреля 1958 года) — немецкий автогонщик, участник чемпионата мира по автогонкам в классе Формула-1. Первый победитель международного чемпионата Формулы-3000 (1985 года).

## Биография
В начале карьеры выступал в немецких кузовных чемпионатах на автомобилях «Рено-5» и «БМВ-М1». В 1982 году подписал контракт основного пилота с командой Формулы-2 Марч. Выступал в Формуле-2 с 1982 по 1984 год, в 1985 году, когда чемпионат Формулы-2 был преобразован в Формулу-3000, стал первым чемпионом Формулы-3000. В том же 1985 году в конце гоночного сезона дважды стартовал в чемпионате мира Формулы-1 за рулём автомобиля «Цакспид». В 1986 году стартовал в Формуле-1 за команду «Озелла», но в середине сезона перешёл в команду «Эрроуз», где заменил травмированного Марка Зурера. После неудачного выступления в 1987 году в команде «Цакспид» ушёл из Формулы-1 в немецкий чемпионат по турингу. В сезоне 1989 года вернулся в Формулу-1 в команде «Риал». За весь чемпионат лишь четыре раза прошёл квалификацию, однако в Гран-при США добился наилучшего результата в Формуле-1 в виде четвёртого места. С 1990 года выступал в японской Формуле-3000, сериях CART, DTM и ITC. С 2005 года участвует в серии GP Masters. Также работает спортивным комментатором на телеканале RTL.

## Результаты выступлений вФормуле-1
| Легенда к таблице |                                                                    |
| --- | ------------------------------------------------------------------ |
| В таблице перечислены результаты всех Гран-при Формулы-1, в которых принимал участие гонщик. Строками таблицы являются сезоны, столбцами — этапы чемпионата мира. В каждой клетке указаны сокращённое название этапа и результат, дополнительно обозначенный цветом. Расшифровка обозначений и цветов представлена в нижеследующей таблице. |                                                                    |
| \| Пример \| Описание \| \| ------------ \| ------------------------------------------------------------------ \| \| 1 \| Победитель \| \| 2 \| Второе место \| \| 3 \| Третье место \| \| 5 \| Финишировал, заработав очки \| \| Сход \| Не финишировал, но при этом заработал очки \| \| 12 \| Финишировал, не получив очков \| \| НКЛ \| Финишировал, но не попал в финальную классификацию \| \| 15 \| Участвовал вне зачёта, либо по отдельной классификации \| \| 18 \| Не финишировал, но попал в финальную классификацию \| \| Сход \| Не финишировал \| \| НКВ \| Не прошёл квалификацию \| \| НПКВ \| Не прошёл предквалификацию \| \| ДСК \| Дисквалифицирован \| \| ИСК \| Исключён из протокола соревнований \| \| ТТ \| Заявлен для участия только в тренировках \| \| НС \| Участвовал в квалификации, но не стартовал в гонке \| \| Т \| Травмирован или болен \| \| ОТК \| Отказ от участия \| \| НТР \| Прибыл на соревнования, но на трассу не выезжал \| \| НПР \| Был заявлен в числе участников, но не прибыл к началу соревнований \| \| О \| Соревнования отменены \| \| \| Не участвовал \| \| Поул-позиция \| \| \| Быстрый круг \| \| |                                                                    |
| Пример | Описание                                                           |
| 1 | Победитель                                                         |
| 2 | Второе место                                                       |
| 3 | Третье место                                                       |
| 5 | Финишировал, заработав очки                                        |
| Сход | Не финишировал, но при этом заработал очки                         |
| 12 | Финишировал, не получив очков                                      |
| НКЛ | Финишировал, но не попал в финальную классификацию                 |
| 15 | Участвовал вне зачёта, либо по отдельной классификации             |
| 18 | Не финишировал, но попал в финальную классификацию                 |
| Сход | Не финишировал                                                     |
| НКВ | Не прошёл квалификацию                                             |
| НПКВ | Не прошёл предквалификацию                                         |
| ДСК | Дисквалифицирован                                                  |
| ИСК | Исключён из протокола соревнований                                 |
| ТТ | Заявлен для участия только в тренировках                           |
| НС | Участвовал в квалификации, но не стартовал в гонке                 |
| Т | Травмирован или болен                                              |
| ОТК | Отказ от участия                                                   |
| НТР | Прибыл на соревнования, но на трассу не выезжал                    |
| НПР | Был заявлен в числе участников, но не прибыл к началу соревнований |
| О | Соревнования отменены                                              |
| | Не участвовал                                                      |
| Поул-позиция |                                                                    |
| Быстрый круг |                                                                    |

| Сезон | Команда  | Шасси        | Двигатель                | Ш | 1        | 2        | 3        | 4       | 5        | 6        | 7        | 8        | 9        | 10       | 11       | 12       | 13       | 14       | 15       | 16       | Место | Очки |
| ----- | -------- | ------------ | ------------------------ | - | -------- | -------- | -------- | ------- | -------- | -------- | -------- | -------- | -------- | -------- | -------- | -------- | -------- | -------- | -------- | -------- | ----- | ---- |
| 1985  | Zakspeed | Zakspeed 841 | Zakspeed 1500/4 1,5 L4T  | G | БРА      | ПОР      | САН      | МОН     | КАН      | ДЕТ      | ФРА      | ВЕЛ      | ГЕР      | АВТ      | НИД      | ИТА      | БЕЛ Сход | ЕВР Сход | ЮАР      | АВС      | —     | 0    |
| 1986  | Osella   | Osella FA1F  | Alfa Romeo 890T 1,5 V8T  | P | БРА Сход | ИСП Сход | САН Сход | МОН НКВ | БЕЛ Сход | КАН Сход |          |          |          |          |          |          |          |          |          |          | 18    | 1    |
| 1986  | Arrows   | Arrows A8    | BMW M12/13 1,5 L4        | G |          |          |          |         |          |          | ДЕТ Сход | ФРА 11   | ВЕЛ Сход | ГЕР Сход | ВЕН Сход | АВТ 6    | ИТА 8    | ПОР 11   | МЕК 9    | АВС Сход | 18    | 1    |
| 1987  | Zakspeed | Zakspeed 861 | Zakspeed 1500/4 1,5 L4T  | G | БРА 9    | САН 7    | БЕЛ Сход | МОН ИСК | ДЕТ 8    | ФРА Сход | ВЕЛ Сход | ГЕР Сход | ВЕН Сход | АВТ 9    | ИТА 9    | ПОР Сход | ИСП Сход | МЕК Сход | ЯПО Сход | АВС 7    | —     | 0    |
| 1989  | Rial     | Rial ARC2    | Ford Cosworth DFR 3,5 V8 | G | БРА 14   | САН НКВ  | МОН НКВ  | МЕК 12  | США 4    | КАН 8    | ФРА НКВ  | ВЕЛ НКВ  | ГЕР НКВ  | ВЕН НКВ  | БЕЛ НКВ  | ИТА НКВ  | ПОР НКВ  | ИСП      | ЯПО      | АВС      | 21    | 3    |

## Результаты выступлений вGrand Prix Masters
| Год  | Команда      | 1       | 2       | 3       | 4       |
| ---- | ------------ | ------- | ------- | ------- | ------- |
| 2005 | Team Unipart | КЬЯ 7   |         |         |         |
| 2006 | Team LUK     | ЛУС 2   | МОН Отм | СИЛ 3   | КЬЯ Отм |
| 2007 |              | БУХ Отм | КЬЯ Отм | ЛУС Отм |         |

## Результаты в серииSpeedCar
| Год  | Команда        | 1/1  | 1/2  | 2/1     | 2/2     | 3/1  | 3/2  | 4/1  | 4/2  | Место | Очки |
| ---- | -------------- | ---- | ---- | ------- | ------- | ---- | ---- | ---- | ---- | ----- | ---- |
| 2008 | Phoenix Racing | СЕН1 | СЕН2 | СЕП1 13 | СЕП2 12 | САХ1 | САХ2 | ДУБ1 | ДУБ2 | 20    | 0    |